# Art Girls
Art Girls ist ein deutscher Science-Fiction-Film von Robert Bramkamp mit Kunst von Susanne Weirich aus dem Jahr 2013. Die Hauptrollen übernahmen Peter Lohmeyer, Inga Busch, Megan Gay und Jana Schulz.

## Inhalt
Die in prekären Umständen lebende Berliner Künstlerin Nikita Neufeld erhält die Chance, gemeinsam mit ihren Kolleginnen Una Queens und Fiona da Vinci auf der „Art Gate“ auszustellen. Das vom Biotech-Konzern der Maturana-Zwillingsbrüder gesponserte Kunstereignis verfolgt allerdings einen speziellen Zweck. Mit Hilfe der L-Strahlung lassen sich bisher ungenutzte Potenziale einer Art Wir-Intelligenz in den Menschen aktivieren. Den größten Erfolg dieser Biosynchronisation verspricht die Kunst. Denn in der Kunst ist die Welt dynamischer, bestehende Hindernisse lassen sich leichter überwinden. Alle Besucher der „Art-Gate“-Ausstellung sollen unfreiwillig zu Probanden der Maturana-Brüder werden.
Bisherige Versuche der Biosynchronisation gingen jedoch schief. So sitzt Peter Maturana mittlerweile im Rollstuhl. Auch das Experiment im großen Maßstab gerät schnell außer Kontrolle. Die Kunst scheint die Wirklichkeit zu verändern. Als Nikita Neufeld mit Farben experimentiert, beginnt die Sonne bläulich zu scheinen. Regenwürmer schreiben Wörter in den Sand, ein Baugerüst entwickelt ein Eigenleben und klettert auf den Berliner Fernsehturm.
Aus den „deblockierten“, vielseitig erweiterten Fähigkeiten von Menschen und Tieren entsteht ein fantastischer Alltag. Die Gruppe der kollektiven Erzähler stärkt die Erzählung der Wir-Intelligenz, die einen fluiden Körper entwickelt, um Kontakt zu Nikita Neufeld aufzunehmen. Der globale KI-Konzern Morphocraft will das verhindern.

## Kunst im Film
Als Art Director gestaltete Susanne Weirich nicht nur den Look des Films, sie kuratierte auch die Mitwirkung der bildenden Kunst. Nikitas Kunstwerke stammen hauptsächlich von Weirich selbst (Silent Playground, Trostspender, Glückprophezeiungsmaschine, Angels in Chains u. a.). Sie werden ergänzt durch Videos von Andrea Fraser (Untitled) und Sam Taylor-Wood (Brontosaurus), die re-enacted werden. Jana Schulz präsentiert als Fiona da Vinci eine Peitschen-Performance der Künstlerin Maren Strack (6 Feet Deeper) und für den Film erfundene partizipative Performance-Kunst (Biosyncs). Zudem spielen Kunstwerke von u. a. Öyvind Fahlström, Joseph Beuys, Christo und Jeanne-Claude, Werner Büttner, Astrid Nippoldt, Victor Alimpiev, Bruno Peinado, Jonathan Meese, Martin Kippenberger und Paul McCarthy (Shit Plug) im Film eine Rolle.

## Produktion und Veröffentlichung
Robert Bramkamp versteht Art Girls nur teilweise als Parodie auf den aktuellen Kunstbetrieb. Durch die Verwendung real existierender Kunstwerke seiner langjährigen Kollegin und Lebenspartnerin Susanne Weirich und anderer Berliner Künstler wollte er untersuchen, wie sich Kunst und Realität wechselseitig beeinflussen können. Die eigentliche Idee war, Installations- und Medienkunst angemessen zur Geltung zu bringen. Um eine Auswertung im Kino zu erreichen, ging Bramkamp durchaus pragmatisch vor: „In der Medienkunst steckt mehr Freiheit [...] als in den filmisch-literarischen Erzählungen, die in diesem Land möglich sind. Also müssen wir durch die Behauptung, wir machen einen Film über drei Künstlerinnen, Teile dieser Medienkunst in den Film reimportieren.“
In Zusammenarbeit mit der Arte-beauftragten ZDF-Redakteurin Doris Hepp und mit Mitteln der Förderinstitutionen MFG, Nordmedia und Filmförderung Hamburg Schleswig-Holstein entstand das crossmediale Projekt Art Girls. Neben dem gleichnamigen Kinofilm gehörte dazu auch ein Online-Kurs für kreatives Filmemachen (IFM Innovative Filme Machen) für die Plattform Iversity, der 2016 mit der Hochschule für bildende Künste Hamburg (Redaktion Beate Anspach) und EYZ Media (Redaktion Natalie Gravenor) weiterentwickelt wurde zu 32 Lehreinheiten für die Hamburg Open Online University (HOOU).
Für die Fernsehausstrahlung auf Arte (Sendereihe La Lucarne) entstand der 70-minütige doku-fiktionale TV-Film Neue Natur – Art Girls intern, eine Mockumentary. Der dokumentarische Anteil entwickelte sich in dem partizipatorischen Projekt Phantastischer Alltag in der Kunsthalle Göppingen, die „gleichzeitig Filmset, Experimentierfeld für Studenten, Ausstellungsort und Schauplatz eines nachgestellten Katastrophenszenarios“ wurde. In Zusammenarbeit mit dem Deutschen Roten Kreuz der Ortsverbände Geislingen, Hattenhofen und Süßen, dem Technischen Hilfswerk und der Feuerwehr Göppingen wurde eine Katastrophenschutz-Übung künstlerisch geöffnet zu „Spielebenen der Wirklichkeit.“ Das Projekt Art Girls mit seinen partizipatorischen und webbasierten Zusatzangeboten entsprach einem crossmedialen Profil, mit welchem der Fernsehkanal Arte eine Vorreiterrolle in der deutschen Medienlandschaft einnahm.
Art Girls wurde am 24. Oktober 2013 auf den Internationalen Hofer Filmtagen uraufgeführt. Die internationale Premiere folgte am 21. Juni 2014 auf dem Internationalen Filmfestival Moskau. Am 9. April 2015 startete der Film in den deutschen Kinos. Die Erstausstrahlung von Neue Natur erfolgte am 2. März 2015 auf Arte.

## Rezeption
Georg Seeßlen bezeichnete Art Girls in Zeit Online als „cineastische[n] Versuch, Kunst Wirklichkeit werden zu lassen.“ Man könne den Film auf mindestens ein Dutzend Arten anschauen, und er habe immer etwas zu sagen. „Wovon immer Art Girls handelt, er handelt nicht nur davon, sondern ist es auch selber. Der Film ist Teil dessen, worüber er nachdenkt, und das ist, wenn ich mich nicht irre, Wesensmerkmal dessen, was man ‚Bewusstsein‘ nennt.“
Jana Weiss vom Kunstmagazin Monopol fand: „Bei all den verschiedenen Ebenen und Lesarten dieses äußerst komplexen und symbolisch aufgeladenen Films gibt es nur eine Konstante: das Schwanken zwischen Dystopie und Utopie.“ King Kong auf dem Fernsehturm ließ Weiss an Karlheinz Stockhausens umstrittene Äußerung denken, als er die Anschläge vom 9. September 2001 auf das World Trade Center als das „größte Kunstwerk, das es überhaupt gibt für den ganzen Kosmos“ bezeichnete. Doch die Katastrophe ende bei Bramkamp „in der Erlösung durch künstlerische Kräfte, die fortan herrschen – fast wie bei Jonathan Meeses Parole von der ‚Diktatur der Kunst‘.“
Peter Körte betont in der FAS verschiedene Bedeutungsebenen der Kunst, „welche der Film nicht einfach im zweidimensionalen Raum ‚ausstellt‘, indem er sie dokumentiert. Weirich ist Artdirektorin des Films, der Film ein neuer Showroom ihrer Arbeit. Inga Busch begegnet zum Beispiel als Nikita ihrem Avatar aus Silent Playground (2005). Die 2001 in München präsentierte Dia-Sound-Installation Die Glücksprophezeiungsmaschine [...] sorgt im Zusammenspiel von Tarotkarten und aus literarischen Quellen bezogenen Losungen für narrative Kurswechsel. Und aus der Videoinstallation Angels in Chains (2009), welche die Gesichter von Charles Mansons Mördermädchen auf Kristallkugeln projizierte, altern und ihre Gesichter in jene der Darstellerinnen aus Drei Engel für Charlie übergehen ließ, gewinnt der Film Inspiration für die eigene Bildproduktion.“ Auch die Hauptdarstellerin Inga Busch beschreibt im Kunstmagazin Monopol ihre Doppelgänger-Erfahrung als Schauspielerin und Avatar durch einen künstlerischen Effekt: „Die Kunst im Film ist echt. Der Film kann so selbst zur Kunst werden.“
Michael Girke bemerkte die positive Umdeutung des Elements des Fremden durch Bramkamp, den er in seiner Rezension in Der Freitag einen „Kenner der Filmgeschichte“ und „Meister der Fülle“ nannte. Das Fremde werde in fantastischen Filmen „immer wieder nur als dämonisch, gefährlich und zerstörerisch hingestellt.“ In „Art Girls, einem gewissermaßen auf den Kopf gestellten fantastischen Film“, berge das Fremde „lauter Möglichkeiten, die unsere festgefahrene, beengte Realität erweitern können.“
Die Ankündigung von Art Girls als transmediales Projekt lenkte das Augenmerk der Rezensenten auch auf die Erzählform. So fand Susanne Burg von Deutschlandradio Kultur, Bramkamp habe „ein paar interessante Gedankenspiele, aber er erzählt dann letztlich doch von A nach B. Also er hätte alles doch viel radikaler machen können. [...] Technisch ist da jetzt nicht so viel außer Animation, Verfremdungseffekten...“ Zuvor hatte ihr Kollege Patrick Wellinski ein Radiogespräch mit Bramkamp geführt, den er als „großen Einzelgänger des deutschen Kinos“ sieht. „Mit Art Girls ist der einzig wahre deutsche Experimentalfilmer Robert Bramkamp wieder im Kino zu sehen.“ Sein Film sei ein „Trip durch Genres und schreckt vor nichts zurück [...] Ein Horror-Sci-Fi Experiment, das alle Grenzen sprengt.“ Laut Peter Körte neige Bramkamp dazu, „seinen neuen Film mit einigen Selbsterklärungen und Theoriean- und -überbauten zu verzieren.“ Auch sei „die versuchte Rezeptionssteuerung“ der Kombination mit einem Online-Gratiskurs für innovatives Filmemachen nicht für jeden auch eine Einladung. Positiv sah Körte die Integration von Medienkunst in den Film: „An diesen Schnittstellen wird es interessant, da sprühen Synergie-Funken, da werden die wolkigen und bisweilen etwas prätentiösen Geltungsansprüche geerdet durch die sinnliche Präsenz einer Kunst, die auf anderem Terrain wirkt, weil sie sich ihrerseits filmischer Mittel bedient hat.“
Moritz Scheper von der Taz nahm die „runterradikalisierte Arte-Version“ Neue Kunst – Art Girls intern in den Fokus und sprach von einem „sonderbaren Hybrid aus Appetizer, Making-of, Mockumentary und Lektüre-Schlüssel zum Film Art Girls.“ Scheper wunderte sich über deren Fernsehausstrahlung noch vor dem Kinostart: „Wie konnte die heilige Verwurstungskette von Kino, DVD, Fernsehen und Vergessen aufgetrennt und neu arrangiert werden?“ Scheper fand, die Mockumentary helfe, „den ein oder anderen roten Faden in Art Girls wiederzuerkennen“ und sie wäre „dieselbe Story verständlich erzählt.“ Die eigentliche Leistung beider Versionen sei: „von Kunst erzählen ohne den Umweg über die Künstlerbiographie gehen zu müssen.“